# アルカンヘル・デ・ラ・ムエルテ
アルカンヘル・デ・ラ・ムエルテ（Arkangel de la Muerte、1966年7月16日 - 2018年6月13日）は、メキシコのプロレスラー。ハリスコ州ラ・ベンダ・デロ・アスティエロ出身。

## 来歴
ディアブロ・ベラスコジム出身。1985年4月、ミステル・シドのマスクマンでデビュー。
1988年6月、パンテラ2号と組んでナウカルパンタッグを奪取。
1991年6月、アルカンヘル・デ・ラ・ムエルテのリングネームでCMLLに入団。1992年には初来日を果たす。
1997年、旗揚げ間もないDDTに参戦する為に来日。
1998年9月、エル・トレロを破りメキシコナショナルウェルター級王座を奪取。
1999年8月、日本にてスペル・デルフィンを破りCMLL世界ウェルター級王座を奪取。
2001年1月、全日本プロレス東京ドーム大会に出場。
同月CMLLJAPAN最終シリーズにも参戦。
8月には国際プロレスにも参戦した。

2011年　ミステル・カカオによる覆面MANIAに参戦で来日
2012年　再び覆面MANIAに参戦。スカンダロとタッグを組み、ザ・グレート・サスケ、エル・サムライ、ミステル・カカオ、フエゴらを抑えタッグトーナメントで優勝。
2018年6月12日、体調不良を訴え、CMLLの試合を休場。翌13日、心不全のため自宅で死去しているのが発見された。51歳没。

## 得意技
- アルカンゲリーナ
- ライガーボム
- ノーザンライトスープレックス
- セントーン

## 獲得タイトル
- CMLL世界ウェルター級王座
- メキシコナショナルウェルター級王座
- 連邦区ウェルター級王座
- 連邦区タッグチーム王座

w / ゲレーロ・デ・ラ・ムエルテ
- 連邦区トリオ王座

w / ゲレーロ・デ・ラ・ムエルテ & フェリーノ
- アカプルコウェルター級王座
- ゲレーロウェルター級王座：2回
- ナウカルパンタッグチーム王座：2回

w / パンテラ2号
w / ゲレーロ・デ・ラ・ムエルテ
- ナウカルパンウェルター級王座
- FULL世界王座